# Shannon (Québec)
Shannon ist eine Gemeinde im Süden der kanadischen Provinz Québec. Sie liegt in der Verwaltungsregion Capitale-Nationale, etwa 30 km westlich des Zentrums der Provinzhauptstadt Québec. Shannon gehört zur regionalen Grafschaftsgemeinde (municipalité régionale du comté) La Jacques-Cartier, hat eine Fläche von 63,78 km² und zählt 6031 Einwohner (Stand: 2016).

## Geographie
Shannon liegt am Rivière Jacques-Cartier, einem Nebenfluss des Sankt-Lorenz-Stroms, wobei sich das Dorfzentrum am östlichen Ufer befindet. Das breite Flusstal wird im Osten und Westen von dicht bewaldeten Ausläufern der Laurentinischen Berge begrenzt. Im Nordwesten erstreckt sich das Gemeindegebiet ins Tal des Rivière aux Pins. Dort liegen auch die Seen Lac à l’Île und Lac Clair. Ein 169 Hektar großes Moor, die Réserve écologique de la Tourbière-de-Shannon, steht unter strengem Naturschutz.
Nachbargemeinden sind Saint-Gabriel-de-Valcartier im Nordosten, Québec im Südosten, Sainte-Catherine-de-la-Jacques-Cartier im Südwesten, Fossambault-sur-le-Lac im Westen sowie Lac-Saint-Joseph und Saint-Raymond im Nordwesten.

## Geschichte
Die Besiedlung setzte zu Beginn des 19. Jahrhunderts ein, hauptsächlich durch irische Einwanderer. Der Ortsname dürfte auf eine einflussreiche Siedlerfamilie zurückzuführen sein, denn die Kirchenbücher jener Zeit vermerken mehrere Personen mit dem Nachnamen Shannon. Entscheidend für die Entwicklung des Ortes waren die wachsende Holzwirtschaft ab etwa 1850 und die Eröffnung eines Sägewerks im Jahr 1860. Bei der Volkszählung 1861 waren zwei Drittel der Einwohner irischer Abstammung, um 1900 rund die Hälfte. Die unmittelbar an Shannon angrenzende Militärbasis CFB Valcartier wurde 1914 eröffnet. Shannon gehörte zunächst zur Kirchgemeinde Sainte-Catherine-de-Fossambault und ist seit 1947 eine eigenständige Gemeinde. Seit 2002 gehört sie zum Zweckverband Communauté métropolitaine de Québec.

## Bevölkerung
Gemäß der Volkszählung 2011 zählte Shannon 5.086 Einwohner, was einer Bevölkerungsdichte von 79,8 Einw./km² entspricht. 89,6 % der Bevölkerung gaben Französisch als Hauptsprache an, der Anteil des Englischen betrug 7,6 %. Als zweisprachig (Französisch und Englisch) bezeichneten sich 1,4 %, auf andere Sprachen und Mehrfachantworten entfielen 1,4 %. Ausschließlich Französisch sprachen 49,6 %. Im Jahr 2001 waren 93,0 % der Bevölkerung römisch-katholisch, 0,7 % protestantisch und 5,4 % konfessionslos.

## Verkehr
Shannon ist über die Hauptstraße 369 mit der Stadt Québec verbunden. Dorthin führt auch eine Buslinie der Gesellschaft Réseau de transport de la Capitale.